# Movimento Libertà Statutarie
Il Movimento Libertà Statutarie era un partito politico della Repubblica di San Marino attivo negli anni sessanta e settanta. 

Venne fondato il 21 aprile 1964 sotto l'impulso di Leo Dominici ed aveva un'ispirazione di tipo liberale.
Tra gli obiettivi del Movimento vi erano la riforma dello Stato nel senso di un rafforzamento della divisione dei poteri, dell'istituzione di un sistema per il controllo della legittimità delle leggi e di un sistema di garanzie per le minoranze. Si proponevano inoltre riforme istituzionali finalizzate alla regolamentazione legislative delle competenze dei Segretariati di Stato. Per quanto riguarda la Pubblica Amministrazione, si proponeva la nomina dei funzionari tramite concorso pubblico. Si proponevano infine referendum sui temi più importanti.
Il partito si presentò alle elezioni dal 1964 al 1974, non ottenendo mai più del 3% dei voti e conquistando un seggio in ciascuna consultazione.
Dal marzo 1973 al settembre 1974, il MLS ha fatto parte della coalizione di governo con PDCS e PSS in seguito alla crisi della maggioranza formata da PDCS e Socialdemocratici Indipendenti. Nell'esecutivo, il partito ha ricoperto il Segretariato alla Giustizia.
Tra i principali successi del Movimento, va ricordata la Dichiarazione dei diritti dei cittadini e dei principi fondamentali dell'ordinamento sammarinese, promulgata nel 1974 dopo che era stata respinta nel 1968.
Il 2 agosto 1974 muore Leo Dominci. Il Movimento non si ripresenterà alle successive elezioni politiche del 1978.

## Risultati elettorali
|                | Lista                       | Voti                         | % | Seggi |   |
| Politiche 1964 | Consiglio Grande e Generale | Movimento Libertà Statutarie |   | 2,21  | 1 |
| Politiche 1969 | Consiglio Grande e Generale | Movimento Libertà Statutarie |   | 2,11  | 1 |
| Politiche 1974 | Consiglio Grande e Generale | Movimento Libertà Statutarie |   | 1,62  | 1 |